# Joan Nogué i Font

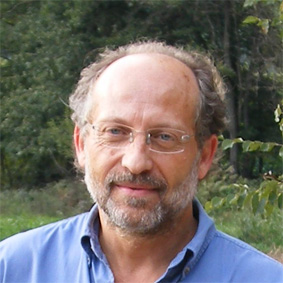
Joan Nogué i Font, 2007

Joan Nogué i Font (* 24. Mai 1958 in La Vall d’en Bas, Garrotxa) ist ein spanischer Humangeograph aus Katalonien.
Nogué i Font ist Professor an der Universität Girona (und war Lehrbeauftragter an der University of Western Ontario). Seit 2014 ist er Mitglied des Institut d’Estudis Catalans.

## Werke
- El paisaje en la cultura contemporánea. Madrid: Biblioteca Nueva.